# Носе
Носе (яп. 能勢町 Носэ-тё:) — посёлок в Японии, находящийся в уезде Тоёно префектуры Осака. Площадь посёлка составляет 98,68 км², население — 10 595 человек (1 августа 2014), плотность населения — 107,37 чел./км².

## Географическое положение
Посёлок расположен на острове Хонсю в префектуре Осака региона Кинки. С ним граничат города Камеока, Нантан, Каваниси, Сасаяма и посёлки Тоёно, Инагава.

## Население
Население посёлка составляет 10 595 человек (1 августа 2014), а плотность — 107,37 чел./км². Изменение численности населения с 1980 по 2005 годы:
| 1980 | 10 024 чел. |  |
| 1985 | 10 389 чел. |  |
| 1990 | 10 850 чел. |  |
| 1995 | 13 876 чел. |  |
| 2000 | 14 186 чел. |  |
| 2005 | 12 897 чел. |  |

## Символика
Цветком посёлка считается Lilium japonicum.